# The Call (Frank-Kimbrough-Album)
The Call ist ein Jazzalbum von Frank Kimbrough. Die am 19. Juli 2010 im Studio Maggie’s Farm in Bucks County entstandenen Aufnahmen erschienen 2025 auf Sunnyside Records.

## Hintergrund
Im Juli 2010 nahm der Pianist Kimbrough in seinem Lieblingsstudio – Maggie’s Farm in Bucks County, Pennsylvania – neben eigenem Material Stücke von Duke Ellington, George Gershwin, Dizzy Gillespie und Andrew Hill auf.

## Titelliste
- Frank Kimbrough: The Call (Sunnyside Records)

1. Angelica (Duke Ellington)
2. Tin Tin Deo (Dizzy Gillespie)
3. The Call (Kimbrough)
4. I Loves You Porgy (George Gershwin)
5. From California with Love (Andrew Hill)
6. November (Kimbrough)
7. Reflections in D (Duke Ellington)
8. Night in Tunisia (Dizzy Gillespie)
9. In a Sentimental Mood (Duke Ellington)
10. Improvisation (Kimbrough)

## Rezeption
Nach Ansicht von Dan Bilawsky, der das Album in All About Jazz rezensierte, würden Werk und Einfluss Kimbroughs ewig nachklingen, widerhallen und sich durch Raum und Zeit bewegen. Kimbrough habe noch viel über die Schönheit der pianistischen Dialogkunst, der melodischen Variation, der harmonischen Tiefe, der menschlichen Note und der reflektierten Improvisation zu zeigen und zu lehren. Und das werde auf dieser bisher unveröffentlichten Solosession deutlich. Jetzt, rund 15 Jahre später, würden diese Aufnahmen das Licht der Welt erblicken und als eine weitere Möglichkeit dienen, einen großartigen Künstler und eine geliebte Seele zu würdigen. Mit Duke Ellingtons „Angelica“ (alias „Purple Gazelle“) beginne Kimbrough die Aufnahmen, lasse Zeit zum Atmen und schaffe ein entspanntes Szenario, das ideal für rhythmisches Spiel und meisterhafte Melodienfindung ist. Wenn Künstler davon sprechen, „in die Musik einzutauchen“, sei dies ein Paradebeispiel dafür, was das wirklich bedeute.
Obwohl Kimbrough eher für seine Trio-Arbeit als für sein Solospiel bekannt ust, seien seine Beiträge zu diesem Format wertvoll und von außerordentlicher Schönheit, so Bilawsky. Wer das Album Air (Palmetto, 2007) kenne oder ihn live im Maria Schneider Orchestra oder anderswo mit zahlreichen längeren Intros erleben durfte, dürfte das bereits wissen. Wer Kimbrough jedoch zum ersten Mal ohne Band erlebe, sollte diese erste Begegnung als das Geschenk begreifen, das sie ist.
Das Album gelangte auf Position 19 der Halbjahresliste (1/2025) des Francis Davis Jazz Critics Poll in der Kategorie wieder- und unveröffentlichter älterer Aufnahmen.